# Государственная премия РСФСР имени М. Горького
Государственная премия РСФСР имени М. Горького — премия, присуждавшаяся СМ РСФСР за произведения литературы. Присуждалась в 1966—1991 годах ежегодно за литературную деятельность всех жанров. Награждённым присваивалось звание «Лауреат Государственной премии РСФСР» и вручался Почётный знак и диплом.

## Лауреаты Государственной премии РСФСР имени М. Горького

### 1966
1. Алексеев, Михаил Николаевич — за роман «Вишнёвый омут» (1961)
2. Кулиев, Кайсын Шуваевич — за книгу стихов «Раненый камень» (1964)
3. Мартынов, Леонид Николаевич — за книгу стихов «Первородство» (1966)

### 1967
1. Крутилин, Сергей Андреевич — за роман «Липяги. Из записок сельского учителя» (1963—1965)
2. Ручьёв, Борис Александрович — за поэму «Любава» (1962) и книги стихов «Красное солнышко» (1960) и «Проводы Валентины» (1960)
3. Кугультинов, Давид Никитич — за книгу стихов «Я твой ровесник» (1966)

### 1968
1. Кешоков, Алим Пшемахович — за роман «Вершины не спят» (1960—1966)
2. Михайлов, Николай Николаевич — за книгу «Моя Россия» (1964—1966)
3. Фёдоров, Василий Дмитриевич — за книгу стихов «Третьи петухи» (1966) и поэму «Седьмое небо» (1968)

### 1969
1. Коновалов, Григорий Иванович — за роман «Истоки» (1959—1967)
2. Смирнов, Сергей Васильевич — за поэтические произведения (1967—1968)
3. Соловьёв, Борис Иванович, литературный критик, — за книгу «Поэт и его подвиг»

### 1970
1. Закруткин, Виталий Александрович — за повесть «Матерь Человеческая» (1969)
2. Пермитин, Ефим Николаевич — за трилогию «Жизнь Алексея Рокотова»: «Раннее утро» (1958), «Первая любовь» (1962) и «Поэма о лесах» (1969)
3. Хакимов, Сибгат Тазиевич (Сибгат Хаким) — за поэмы «Письмо Ленину от крестьян деревни Кокушкино», «По зову Ленина» (1958), «С Лениным сердце мне говорит» (1970) и стихи последних лет

### 1971
1. Татьяничева, Людмила Константиновна — за книгу стихов «Зорянка» (1970)
2. Иванов, Анатолий Степанович — за роман «Вечный зов»
3. Данилов, Семён Петрович — за книги стихов «Белая ночь» (1968) и «Белый конь Манчары» (1969)

### 1972
1. Дудин, Михаил Александрович — за книгу стихов «Время» (1969)
2. Ухсай, Яков Гаврилович — за книгу стихов «Звезда моего детства» (1970)
3. Югов, Алексей Кузьмич — за дилогию «Страшный суд» (1971)

### 1973
1. Васильев, Сергей Александрович — за поэму «Достоинство»
2. Калинин, Анатолий Вениаминович — за повести «Эхо войны» (1963) и «Возврата нет» (1971)
3. Ходжер, Григорий Гибивич — за трилогию «Амур широкий» (1964—1971)

### 1974
1. Викулов, Сергей Васильевич — за книгу стихов «Плуг и борозда» (1972)
2. Наровчатов, Сергей Сергеевич — за поэму «Василий Буслаев» (1967)
3. Орлов, Сергей Сергеевич — за книгу стихов «Верность» (1973)
4. Проскурин, Пётр Лукич — за роман «Судьба» (1972)

### 1975
1. Астафьев, Виктор Петрович — за повести «Перевал» (1959), «Последний поклон» (1968), «Кража» (1966), «Пастух и пастушка» (1971)
2. Дамдинов, Николай Гармаевич — за книги стихов и поэм «Четыре неба» (1965), «Апрель» (1973)
3. Друнина, Юлия Владимировна — за книгу стихов «Не бывает любви несчастливой…» (1973)
4. Носов, Евгений Иванович — за книгу «Шумит луговая овсяница» (1977)

### 1976
1. Воронин, Сергей Алексеевич — за книгу «Родительский дом»
2. Фирсов, Владимир Иванович — за сборник стихов «Музыка души»
3. Фокина, Ольга Александровна — за книгу стихов «Маков день»
4. Барабаш, Юрий Яковлевич, литературовед, — за книгу «Вопросы эстетики и поэтики»

### 1977
1. Жуков, Владимир Семёнович — за книгу стихов «Иволга»
2. Зумакулова, Танзиля Мустафаевна — за книгу стихов «Сокровенность» (1974)
3. Прокушев, Юрий Львович, литературовед, — за книгу «Сергей Есенин. Образ, стихи, эпоха»
4. Чивилихин, Владимир Алексеевич — за книгу «По городам и весям» (1976)

### 1978
1. Ананьев, Анатолий Андреевич — за роман «Вёрсты любви» (1971)
2. Кочин, Николай Иванович — за трилогию «Юность», «Нижегородский откос» (1970), «Гремячая поляна»
3. Шесталов, Юван (Иван) Николаевич — за «Языческую поэму» (1971)
4. Кузнецов, Феликс Феодосьевич — за книгу «Перекличка эпох»

### 1979
1. Кожухова, Ольга Константиновна — за книгу «Донник»
2. Решетников, Леонид Васильевич — за книгу стихов «Благодарение»
3. Солоухин, Владимир Алексеевич — за повести и рассказы последних лет «Прекрасная Адыгене», «Трость», «Мёд на хлебе» (1978), «Барометр», «Варшавские этюды»
4. Шундик, Николай Елисеевич — за роман «Белый шаман» (1977)

### 1980
1. Акулов, Иван Иванович — за роман «Крещение»
2. Васильев, Иван Афанасьевич — за книги очерков «Я люблю эту землю», «Беру на себя»
3. Гамзатов, Расул Гамзатович — за поэму «Берегите матерей» (1978)
4. Чепуров, Анатолий Николаевич — за книгу стихов «Стихотворения. Поэмы»

### 1981
1. Горбачёв, Николай Андреевич — за роман «Битва»
2. Доризо, Николай Константинович — за стихи и песни последних лет, опубликованные в книгах «Пока деревья есть на свете» (1978), «Я сочинил когда-то песню»
3. Машбаш, Исхак Шумафович — за книгу стихов и поэм «Щедрое солнце полдня»
4. Семёнов, Георгий Витальевич — за книгу повестей и рассказов «Голубой дым» (1979)

### 1982
1. Дементьев, Валерий Васильевич, критик, литературовед, — за книгу «Исповедь земли»
2. Кривицкий Александр (Зиновий) Юрьевич — за книгу «Тень друга. Ветер на перекрёстке»
3. Назмутдинов, Назар Назмутдиновчи (Назар Наджми) — за книги стихов и поэм «Приглашение другу», «Дыхание», «Стороны»
4. Холопов, Георгий Константинович — за книгу рассказов, повестей, воспоминаний «Иванов день»

### 1983
1. Благов, Николай Николаевич — за книгу стихов и поэм «Поклонная гора»
2. Баруздин, Сергей Алексеевич — за книгу повестей «Само собой»
3. Овчаренко, Александр Иванович, критик, литературовед, — за книгу литературно-критических статей «От Горького до Шукшина»
4. Рытхэу, Юрий Сергеевич — за роман «Конец вечной мерзлоты» (1977)

### 1984
1. Горбовский, Глеб Яковлевич — за книгу стихов «Черты лица»
2. Островой, Сергей Григорьевич — за книгу лирики «Годы…» (1981)
3. Старшинов, Николай Константинович — за книгу стихов «Река любви»
4. Торопов, Иван Григорьевич — за книгу рассказов и повестей «Вам жить дальше»

### 1985
1. Воронов, Юрий Петрович — за книгу стихов «Блокада» (1973)
2. Данилов, Софрон Петрович — за книгу «На земле якутской» (романы «Красавица Амга» (1976), «Бьётся сердце» (1967))
3. Корнилов, Владимир Григорьевич — за романы «Семигорье» и «Годины»
4. Шефнер, Вадим Сергеевич — за книгу стихов «Годы и миги» (1983)

### 1986
1. Гончаров, Юрий Данилович — за сборник рассказов и повестей «Ожидания» (1985)
2. Поженян, Григорий Михайлович — за книгу стихов «Погоня»
3. Сорокин, Валентин Васильевич — за книгу стихов и поэм «Хочу быть ветром»
4. Ткаченко, Анатолий Сергеевич — за книгу повестей «Люди у океана»

### 1987
1. Гилязов, Аяз Мирсаидович — за сборник повестей «При свете зарниц»
2. Костров, Владимир Андреевич — за книгу стихотворений и поэм «Открылось взору»
3. Куняев, Станислав Юрьевич — за книгу критических и публицистических статей «Огонь, мерцающий в сосуде»
4. Шуртаков, Семён Иванович — за роман «Одолень-трава»

### 1988
1. Лихоносов, Виктор Иванович — за роман «Ненаписанные воспоминания. Наш маленький Париж»
2. Пикуль, Валентин Саввич — за роман «Крейсера»
3. Санги, Владимир Михайлович — за роман «Путешествие в стойбище Лунво»

### 1989
1. Знаменский, Анатолий Дмитриевич — за роман-хронику «Красные дни»
2. Парпара, Анатолий Анатольевич — за поэтическую дилогию о России («Противоборство» и «Потрясение»)
3. Смирнов, Виктор Васильевич — за книгу повестей «Заулки»
4. Хакимов, Ахияр Хасанович — за книгу «Плач домбры»

### 1990
1. Кузнецов, Юрий Поликарпович — за книгу стихотворений и поэм «Душа верна неведомым пределам»
2. Солженицын, Александр Исаевич — за книгу «Архипелаг ГУЛАГ»

### 1991
1. Волков, Олег Васильевич — за книгу «Погружение во тьму» (1987)

## Примечание
- В Постановлениях 1990—1991 годов номинация премии указана как «в области литературы» без упоминания имени М. Горького